# Rankebælte
Et rankebælte betegner det område i en sø, hvor planterne ikke længere er over vandoverfladen, hvilket almindeligvis vil sige de dybere områder i søen. De planter, der vokser i rankebæltet, holder sig fast i bunden med deres rødder, så de ikke driver væk med strømmen. De stoffer, som de har brug for, får de gennem bladene.
| Naturvidenskab | Spire Denne naturvidenskabsartikel er en spire som bør udbygges. Du er velkommen til at hjælpe Wikipedia ved at udvide den. |